# Ipomopsis polyantha
Ipomopsis polyantha är en blågullsväxtart som först beskrevs av Per Axel Rydberg, och fick sitt nu gällande namn av V. Grant. Ipomopsis polyantha ingår i släktet Ipomopsis och familjen blågullsväxter. Inga underarter finns listade i Catalogue of Life.

## Bildgalleri

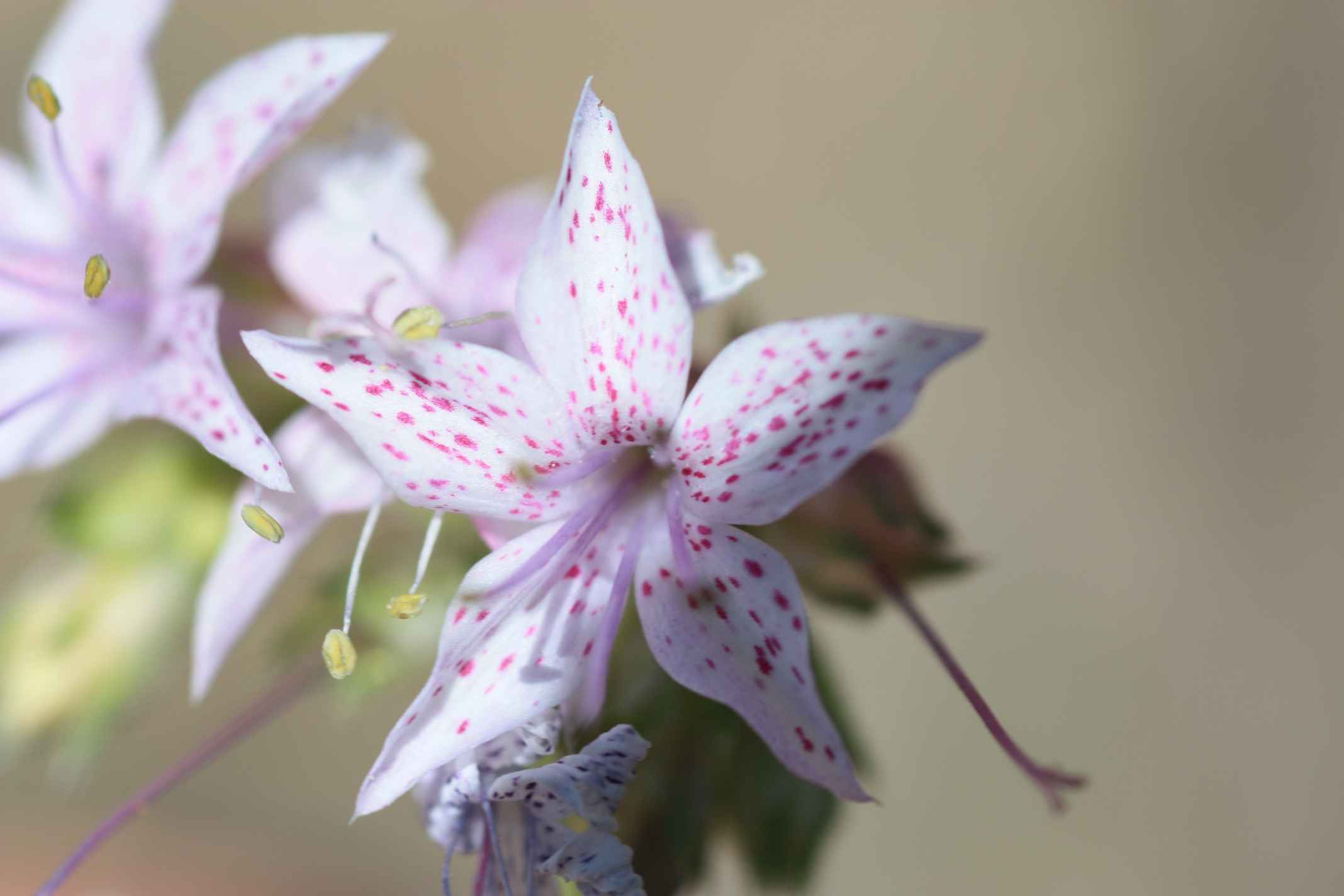
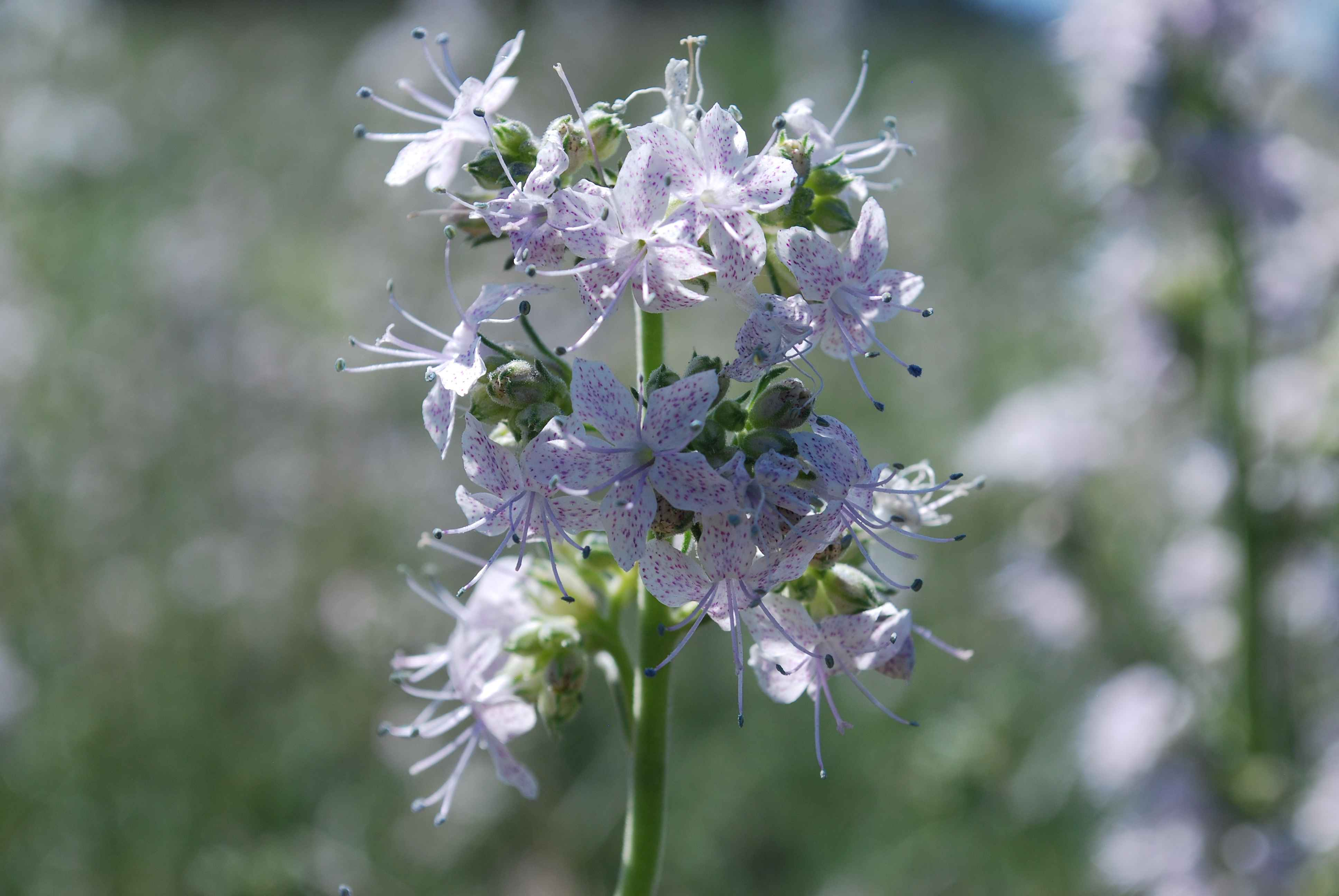
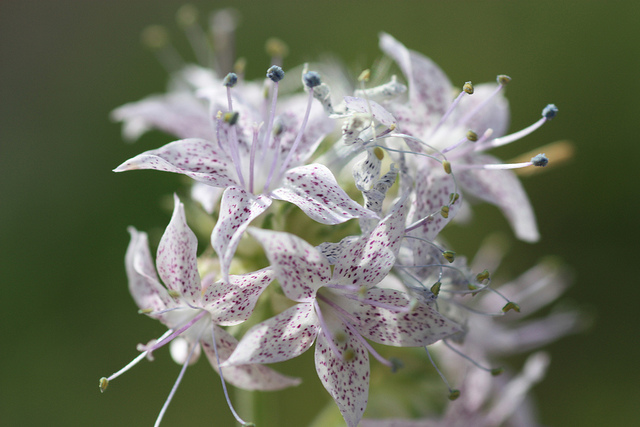
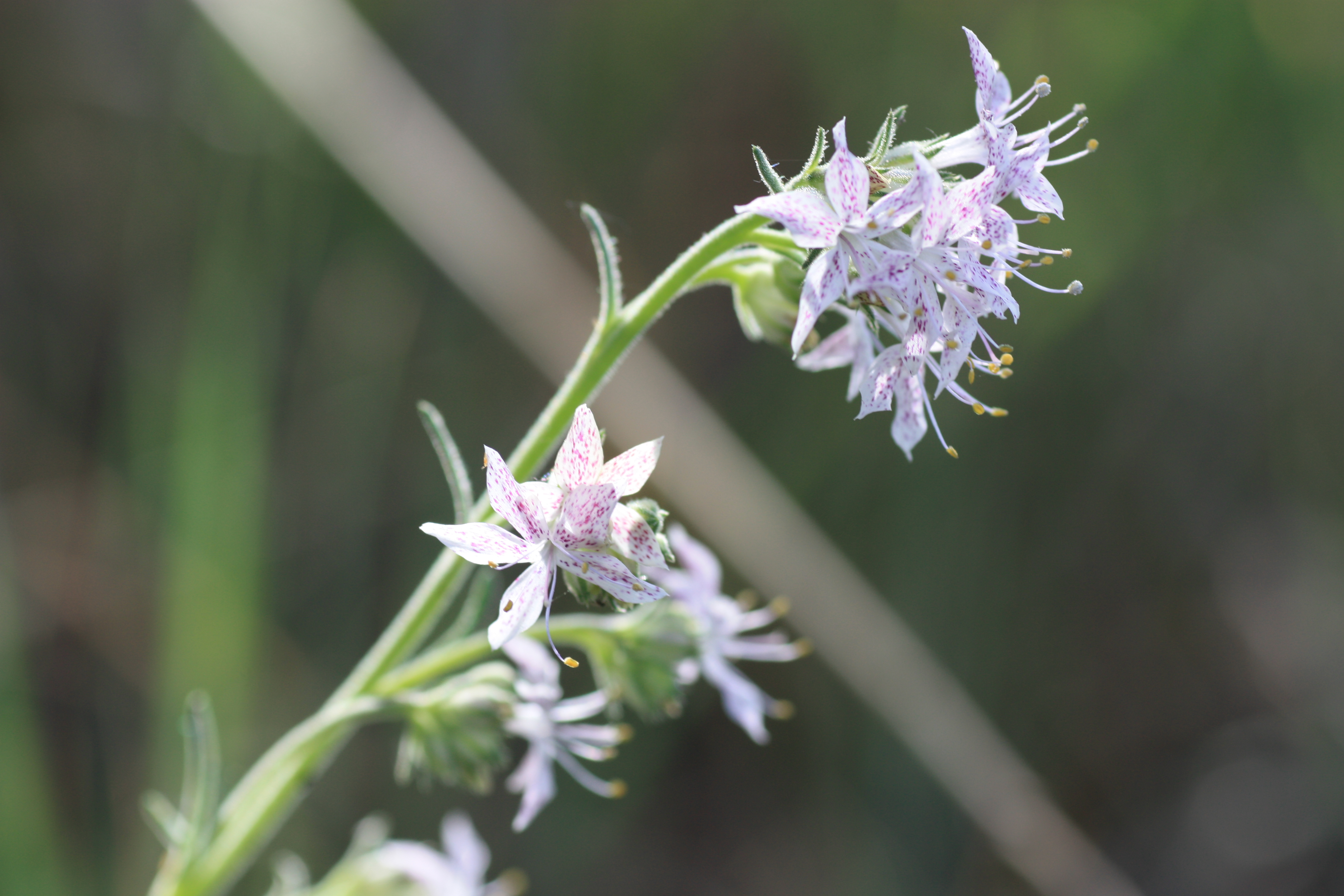
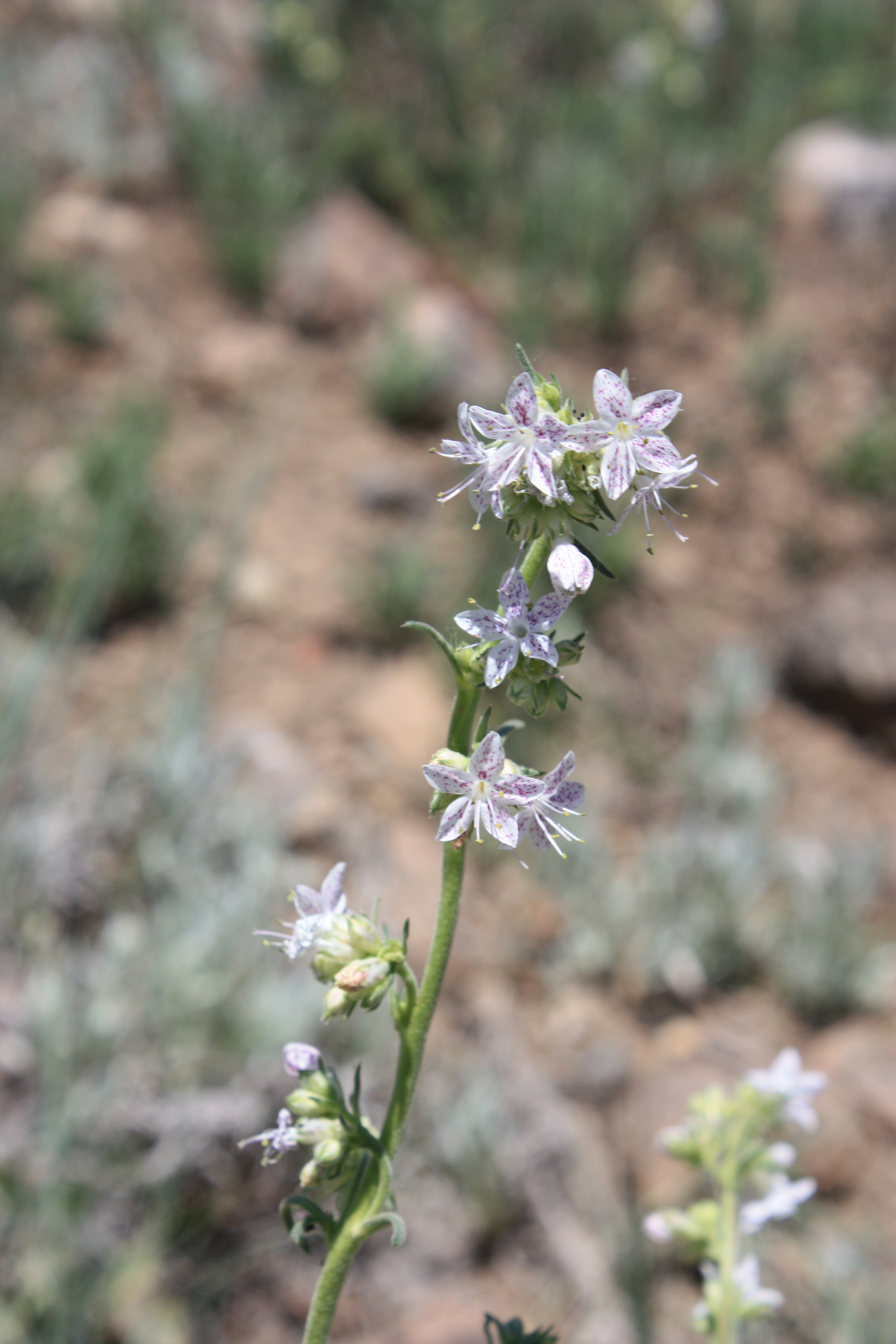
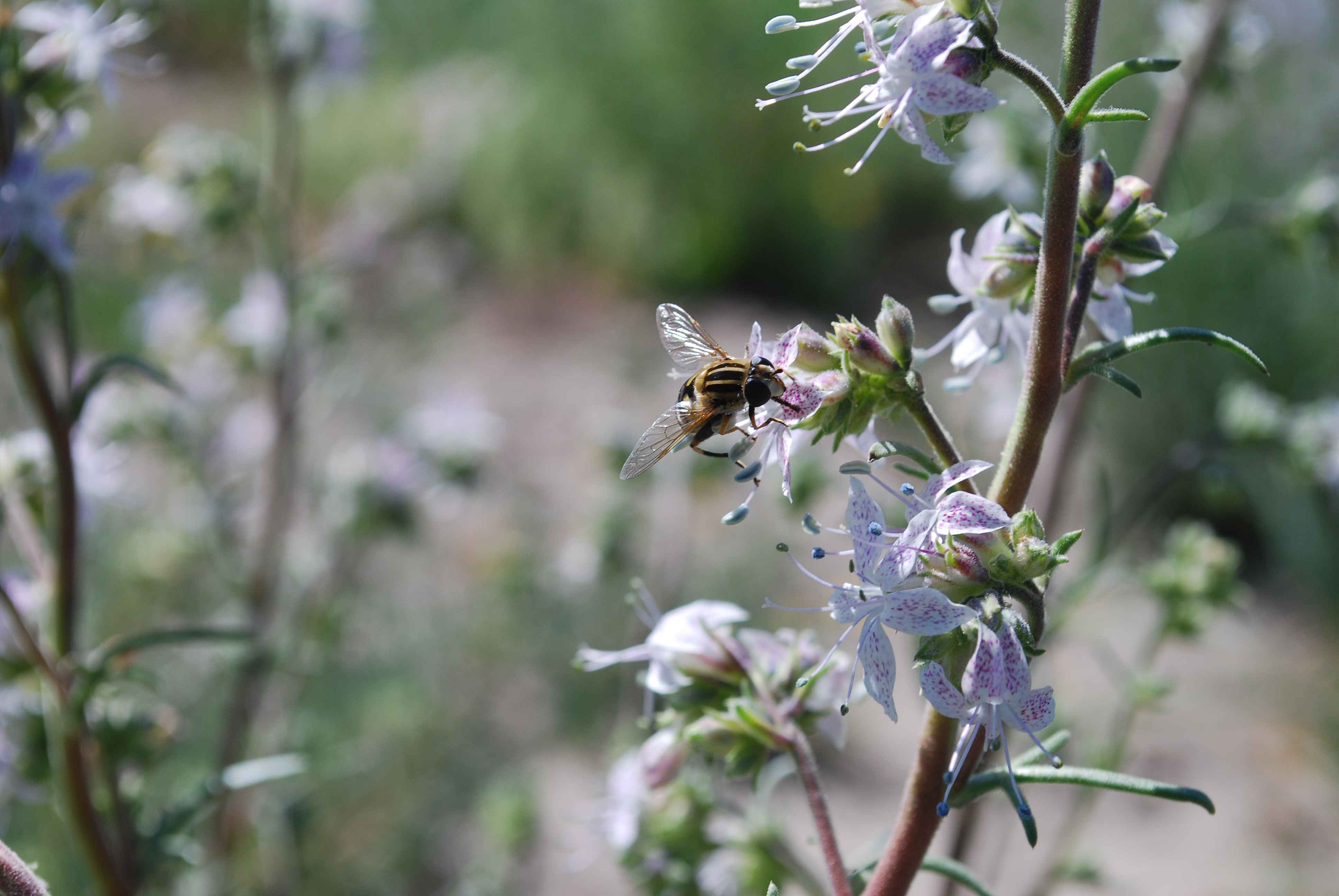